# Minoisk konst
Med minoisk konst avses den konst som producerades på Kreta under den grekiska bronsåldern 3600–1050 f.Kr..  Den minoiska konsten är känd för sin vackra keramik, sina fresker, landskapsmålningar och sina sniderier.

## Förpalatstid
Omkring 3600–2100 f.Kr.. Motsvaras i arkeologin av tidigminoisk tid.
Den tidiga minoiska keramiken karaktäriseras av linjära mönster med spiraler, trianglar, krökta linjer, kors, fiskbensmönster och dylikt.

## Äldre palatstid
Omkring 2100–1750 f.Kr.. Motsvaras i arkeologin av mellanminoisk tid.
...hamnstäder på Kretas södra och östra kuster, förbindelser med Egypten och Levanten...
- Kamareskeramik - nonfigurativa motiv, ljusa färger på mörk botten.

- Den mellanminoiska perioden utmärker sig med naturalistisk design med fiskar, bläckfiskar, fåglar och liljor som huvudmotiv.
- Den minoiska kulturen dominerade vid denna tid fullständigt den egeiska världen såväl ekonomiskt som kulturellt.

## Yngre palatstid
Omkring 1750–1375 f.Kr.. Motsvaras i arkeologin av sen mellan- och senminoisk tid.
- Kretas palatsstäder förstördes av en brand omkring 1700 f.Kr.. Det innebar en katastrof för den minoiska kulturen och utmynnade i ett krig mellan kungarna på ön. Det enda palats som återfick sin forna glans var det i Knossos.
- Omkring 1626 f.Kr. drabbades Kretas grannö Thera av ett enormt vulkanutbrott och förstördes helt. Även palatsen på Kreta drabbades.
- Under den senminoiska perioden förblev blommor och djur det huvudsakliga motivet på keramiken, men stilvariationen ökade betydligt.

### Palatsstäder på Kreta omkring1600 f.Kr.
Betydande minoiska palats:
1. Knossos
2. Mallia
3. Khania
4. Faistos

Mindre palats:
1. Monastiraki
2. Hagia Triadhia
3. Tylissos
4. Arkhanes
5. Gournia
6. Kato Zakros

Andra städer:
1. Stavromeno
2. Pseira
3. Palekastro
4. Gortyn
5. Myrtos
6. Hierapytna

- Knossos intogs 1440 f.Kr. av angripare.

## Efterpalatstid
Omkring 1375-1100 f.Kr.. Motsvaras i arkeologin av senminoisk tid.
- palatsstil - ordnad, geometriserande stil som sätts i samband med de mykenska härskarna som regerade på ön vid denna tid. Figurativa motiv, mörka färger på ljus botten.

- Palatset i Knossos

## Övrigt
- Linear A